# Klawisz

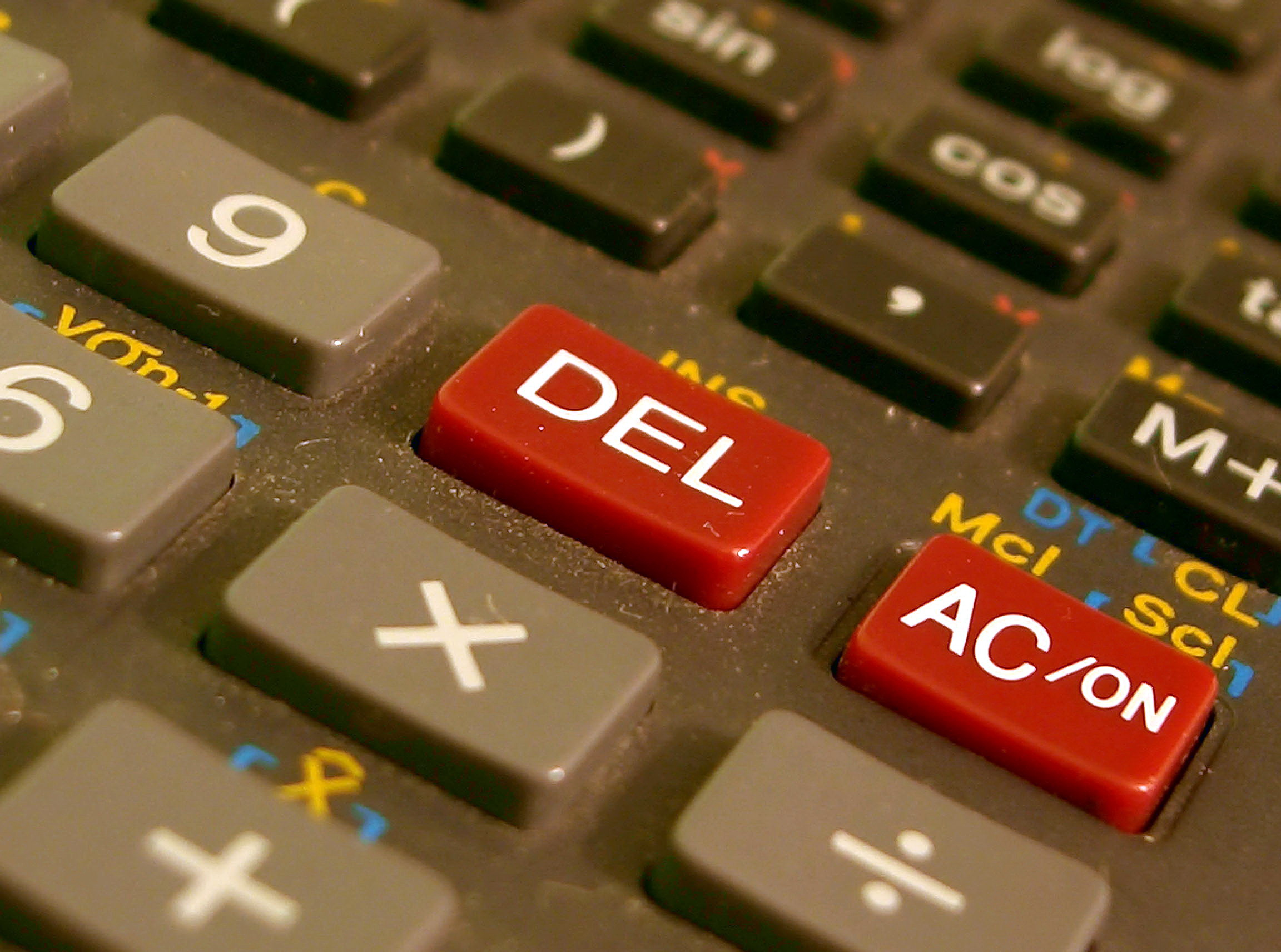
Klawisz "Delete" kalkulatora Casio

Klawisz – element klawiatury, rodzaj przycisku, który spełnia funkcję obsługi jakiegoś urządzenia. Wykonany jest zwykle z tworzywa sztucznego, rzadziej z metalu; czasami bywa podświetlany. Naciśnięcie klawisza zwykle powoduje zamknięcie obwodu elektrycznego lub wywołuje jakieś zdarzenie mechaniczne, jak na przykład w maszynie do pisania lub w muzycznych instrumentach klawiszowych.